# Kimberley Zimmermann
Kimberley Zimmermann (nació el 9 de noviembre de 1995) es un tenista belga.
Zimmermann tiene un ranking de individuales WTA más alto de su carrera, No. 215, logrado el 3 de mayo de 2019. También tiene un ranking WTA más alto de su carrera, No. 116 en dobles, logrado el 26 de julio de 2021.
Kimberley Zimmermann es la hija de Michel Zimmermann, finalista masculino de los 400 metros con vallas en los Juegos Olímpicos de Verano de 1984.

## Títulos WTA (3; 0+3)

### Dobles (3)
| Leyenda              |
| -------------------- |
| Grand Slam (0)       |
| Juegos Olímpicos (0) |
| WTA Finals (0)       |
| WTA 1000 (0)         |
| WTA 500 (0)          |
| WTA 250 (3)          |

| N.º | Fecha               | Torneo  | Superficie    | Pareja         | Oponentes en la final                | Resultado           |
| --- | ------------------- | ------- | ------------- | -------------- | ------------------------------------ | ------------------- |
| 1.  | 25 de julio de 2021 | Palermo | Tierra batida | Erin Routliffe | Natela Dzalamidze Kamilla Rakhimova  | 7-6(5), 4-6, [10-4] |
| 2.  | 24 de julio de 2022 | Palermo | Tierra batida | Anna Bondár    | Amina Anshba Panna Udvardy           | 6-3, 6-2            |
| 3.  | 23 de julio de 2023 | Palermo | Tierra batida | Yana Sizikova  | Angelica Moratelli Camilla Rosatello | 6-2, 6-4            |

#### Finalista (2)
| N.º | Fecha                    | Torneo     | Superficie    | Pareja          | Oponentes en la final                  | Resultado        |
| --- | ------------------------ | ---------- | ------------- | --------------- | -------------------------------------- | ---------------- |
| 1.  | 18 de septiembre de 2021 | Luxemburgo | Dura (i)      | Erin Routliffe  | Greet Minnen Alison Van Uytvanck       | 3-6, 3-6         |
| 2.  | 17 de julio de 2022      | Budapest   | Tierra batida | Katarzyna Piter | Ekaterine Gorgodze Oksana Kalashnikova | 6-1, 4-6, [6-10] |

## Títulos WTA 125s

### Dobles (2–0)
| Resultado | Fecha                    | Torneos  | Superficie    | Pareja      | Oponentes                        | Resultado        |
| --------- | ------------------------ | -------- | ------------- | ----------- | -------------------------------- | ---------------- |
| Campeona  | 25 de septiembre de 2022 | Budapest | Tierra batida | Anna Bondár | Jesika Malečková Renata Voráčová | 6-3, 2-6, [10-5] |
| Campeona  | 10 de agosto de 2024     | Hamburgo | Tierra batida | Anna Bondár | Arantxa Rus Nina Stojanović      | 5-7, 6-3, [11-9] |

## Títulos ITF

### Individual
| Leyenda             |
| ------------------- |
| Torneos de $100,000 |
| Torneos de $80,000  |
| Torneos de $60,000  |
| Torneos de $25,000  |
| Torneos de $15,000  |
| Torneos de $10,000  |

| Resultado   | G–P | Fecha                   | Torneo                    | Premios | Superficie    | Oponente        | Resultado     |
| ----------- | --- | ----------------------- | ------------------------- | ------- | ------------- | --------------- | ------------- |
| Subcampeona | 0–1 | 10 de julio de 2016     | Brussels, Bélgica         | 10,000  | Tierra batida | Ellen Perez     | 2–6, 3–6      |
| Campeona    | 1–1 | 28 de agosto de 2016    | Wanfercée-Baulet, Bélgica | 10,000  | Tierra batida | Hélène Scholsen | 6–2, 6–2      |
| Campeona    | 2–1 | 27 de mayo de 2018      | Caserta, Italia           | 25,000  | Tierra batida | Stefania Rubini | 1–6, 7–5, 6–1 |
| Subcampeona | 2–2 | 9 de septiembre de 2018 | Montreux, Suiza           | 60,000  | Tierra batida | Iga Świątek     | 2–6, 2–6      |